# Artanès de Sophène
Artanès de Sophène est le dernier roi ou dynaste de Sophène de la famille des Zariadrides.

## Origine
Cyrille Toumanoff estime dans son ouvrage de 1990 que les rois de Sophène sont issus de la dynastie des Orontides ; il assimile ce roi à un « Orontès V/IV » et en fait le fils de Mithrobazane.

## Règne
Vers 100 av. J.-C., Artanès, dernier descendant de Zariadris, héritait de l'Arménie méridionale et plus spécialement de la partie du sud-ouest, la Sophène. 
Après avoir réglé ses relations avec ses puissants voisins parthes, le roi Tigrane II d'Arménie tourna son ambition vers la Sophène. La Cappadoce, dont le roi Ariarathe V avait jadis défendu le dynaste Mithrobazane contre la tentative d’annexion du roi Artaxias Ier d'Arménie, était réduite à l’impuissance par son conflit avec Mithridate VI, roi du Pont.
Vers 90 av. J.-C., Artanès fut détrôné et tué par Tigrane II, qui demeura ainsi seul maître de tout le pays.